# كيني أورتيغا
كيني أورتيغا (بالإنجليزية: Kenny Ortega)‏ مواليد 18 أبريل 1950 في بالو ألتو، كاليفورنيا، الولايات المتحدة، هو مخرج ومنتج أفلام ومنتج تلفزيوني وعالم رقص أمريكي بدأ مسيرته الفنية عام 1980. كما أنه من الفائزين بجائزة إيمي.

## الأعمال
- 1986: إجازة فيريس بيولر
- 1987: رقص قذر
- 1992: نيوزيس
- 2006: هاي سكول ميوزيكال
- 2007: هاي سكول ميوزيكال 2
- 2008: هاي سكول ميوزيكال 3: سينيور يير
- 2009: مايكل جاكسون هذه هي
- 2015: ديساندنتس ( فيلم تلفزيوني 2015 )

## وصلات خارجية
- الموقع الإلكتروني
- كيني أورتيغا على موقع IMDb (الإنجليزية)
- كيني أورتيغا على موقع ألو سيني (الفرنسية)
- كيني أورتيغا على موقع ميوزك برينز (الإنجليزية)
- كيني أورتيغا على موقع أول موفي (الإنجليزية)
- كيني أورتيغا على موقع بوكس أوفيس موجو (الإنجليزية)
- كيني أورتيغا على موقع قاعدة بيانات برودواي على الإنترنت (الإنجليزية)
- كيني أورتيغا على موقع قاعدة بيانات الأفلام السويدية (السويدية)
- كيني أورتيغا على موقع إن إن دي بي (الإنجليزية)
- كيني أورتيغا على موقع ديسكوغز (الإنجليزية)
- كيني أورتيغا على موقع قاعدة بيانات الفيلم (الإنجليزية)